# Análisis electroquímico por redisolución

A: etapa de limpieza, B: etapa de deposición, C: etapa de equilibrio, D: etapa de redisolución

El análisis electroquímico por redisolución es un conjunto de métodos de química analítica basados en la voltamperometría o la potenciometría que se utilizan para la determinación cuantitativa de iones en disolución. La voltamperometría de redisolución (anódica, catódica y adsortiva) se ha empleado para el análisis de moléculas orgánicas y de iones metálicos. Los electrodos de pasta de carbono, pasta de carbono vítreo y electrodos de carbono vítreo cuando se modifican se denominan electrodos modificados químicamente y se han empleado para el análisis de compuestos orgánicos e inorgánicos.
El análisis de redisolución es una técnica analítica que implica (i) la preconcentración de una fase metálica en una superficie de electrodo sólida o en Hg (líquido) a potenciales negativos y (ii) la oxidación selectiva de cada especie de fase metálica durante un barrido de potencial anódico. El análisis de redisolución tiene las siguientes propiedades: método sensible y reproducible (RSD<5 %) para el análisis de iones de metales traza en medios acuosos, 2) los límites de detección para muchos metales están en el rango de ppb bajo a ppt alto (S/N=3 ) y esto se compara favorablemente con el análisis AAS o ICP, instrumentación implementable en el campo que es económica, se pueden analizar aproximadamente 12-15 iones metálicos mediante este método. Las corrientes máximas de redisolución y los anchos máximos son una función del tamaño, el recubrimiento y la distribución de la fase metálica en la superficie del electrodo (Hg o alternativao).

## Voltamperometría de redisolución anódica
La voltamperometría de redisolución anódica es un método voltamperométrico para la determinación cuantitativa de especies iónicas específicas. El analito de interés se electrodeposita en el electrodo de trabajo durante una etapa de deposición y se oxida del electrodo durante la etapa de redisolución. La corriente se mide durante la etapa de redisolución. La oxidación de las especies se registra como un pico en la señal actual al potencial en el que la especie comienza a oxidarse. La etapa de redisolución puede ser lineal, escalonada, de onda cuadrada o de pulso.
La voltamperometría de redisolución anódica generalmente incorpora tres electrodos, un electrodo de trabajo, un electrodo auxiliar (a veces llamado contraelectrodo) y un electrodo de referencia . La disolución que se analiza generalmente tiene un electrolito agregado. Para la mayoría de las pruebas estándar, el electrodo de trabajo es un electrodo de película de bismuto o mercurio (en una configuración de disco o plana). La película de mercurio forma una amalgama con el analito de interés, que tras la oxidación da como resultado un pico nítido, mejorando la resolución entre los analitos. La película de mercurio se forma sobre un electrodo de carbón vítreo . También se ha utilizado un electrodo de gota de mercurio por las mismas razones. En los casos en que el analito de interés tenga un potencial oxidante superior al del mercurio, o cuando un electrodo de mercurio no sea adecuado, también se puede usar un metal sólido e inerte, como plata, oro o platino .
La voltamperometría de redisolución anódica generalmente incorpora 4 etapas si el electrodo de trabajo es una película de mercurio o un electrodo de gota de mercurio y la disolución incorpora agitación. La disolución se agita durante las dos primeras etapas a un ritmo repetible. La primera etapa es una etapa de limpieza; el potencial se mantiene en un potencial más oxidante que el analito de interés durante un período de tiempo para eliminarlo completamente del electrodo. En la segunda etapa, el potencial se mantiene a un potencial más bajo, lo suficientemente bajo como para reducir el analito y depositarlo en el electrodo. Después de la segunda etapa, se detiene la agitación y el electrodo se mantiene al potencial más bajo. El propósito de esta tercera etapa es permitir que el material depositado se distribuya más uniformemente en el mercurio. Si se utiliza un electrodo inerte sólido, esta etapa no es necesario. La última etapa consiste en elevar el electrodo de trabajo a un potencial más alto (anódico) y eliminar (oxidar) el analito. A medida que el analito se oxida, emite electrones que se miden como corriente.
La voltamperometría de redisolución anódica puede detectar concentraciones de μg/L de analito. Este método tiene un límite de detección excelente (típicamente 10−9 - 10−10 M).

## Voltamperometría de redisolución catódica
La voltamperometría de redisolución catódica es un método voltamperométrico para la determinación cuantitativa de especies iónicas específicas. Es similar al método de análisis de trazas de la voltamperometría de redisolución anódica, excepto que para la etapa de deposición, el potencial se mantiene en un potencial oxidante y las especies oxidadas se eliminan del electrodo barriendo el potencial negativamente. Esta técnica se utiliza para especies iónicas que forman sales insolubles y se depositan sobre o cerca del electrodo de trabajo anódico durante la deposición. L etapa de redisolución puede ser lineal, escalonada, de onda cuadrada o de pulso.

## Voltamperometría de redisolución por adsorción
La voltamperometría de redisolución por adsorción es similar a la voltaperometría de redisolución anódica y catódica, excepto que la etapa de preconcentración no está controlado por electrólisis . La etapa de preconcentración en la voltamperometría de redisolución por adsorción se logra por adsorción en la superficie del electrodo de trabajo o por reacciones con electrodos modificados químicamente.